# Нове Місто (Вінницький район)
Нове́ Місто — село в Україні, у Вінницькому районі Вінницької області. Населення становить 789 осіб. Входить до складу Тиврівської селищної громади.

## Географія
Нове Місто розміщене на правому березі річки Краснянки, за 15 км від  центру громади. Через село проходить автошлях Т 0230.

## Історія

### Формування території села
Історія Нового Міста тісно пов'язана з історією Красного. Протягом 15-18 ст. це був один населений пункт — місто (містечко) Красне. Стара частина мала назву Старе Красне, Красне, нова — Нове Красне, Нове Місто. На початку 18 ст. на південному заході від Красного з'являється передмістя Розсоше. Тільки в кінці 18 ст. Нове Місто виділяється як передмістя Красного. В 1924 р. Нове Місто і Розсоше стають окремими селами. В 1974 р. до с. Нове Місто було приєднано с. Розсоше.

### З кінця 19 ст. до сьогодення
В 1893 р. в передмісті Красного Розсоше (з Новим Містом) було 1010 жит., 172 двори. До 1923 р. Нове Місто згадується як передмістя Красного або як частина села Розсоше. В 1923 р., згідно з новим адміністративно-територіальним поділом Подільської губернії, була утворена Новоміська сільська рада. До неї ввійшли такі населені пункти: м. Красне; села Качанівка, Розсоше, Нове Місто, Швачівка; хутори Барнасово, Дубина, Майдан, Козак, Когутів, Калаїдів, Панасенко, Блажко, Ксьондзик, Датко, Колесниченко, Мацица; лісова сторожка урочище Греково; блок пости П. П.З. 332 в., 333 в., 334 в., 335 в., 336 в., 337 в. В 1926 р. в селі проживало 1043 чол. В 1929 р. в с. Розсоше організовується колгосп ім. 1 Травня, а в 1930 р. в с. Нове Місто — колгосп «Переможець». В липні 1941 року під час Другої світової війни відбулися запеклі триденні бої радянських і німецьких військ,які несподівано прорвалися з Жмеринки на мотоциклах і увірвалися на долину річки Краснянки,де оточили радянських піхотинців.Наступного дня село атакували радянські танкісти,які визволили піхотинців та відійшли, а третього дня знову відбулась атака радянської піхоти,придушена німецьким авіанальотом.Мешканці села зазнали обстрілів та бомбардувань авіації,змушені були ховатись в ярах і лісах,серед них були загиблі,село зазнало руйнувань.  В 1950 році колгоспи ім. Сталіна хут. Майдан, ім. 1 Травня с. Розсоше і «Переможець» с. Нове Місто об'єдналися в один колгосп ім. Сталіна с. Нове Місто. В 1958 р. до колгоспу ім. Сталіна було приєднано колгосп ім. Кірова с. Краснянка, а в наступному — колгосп ім. 40-річчя Жовтня с. Красне. В 1959 р. Краснянську, Краснянківську і Новоміську сільради об'єднали в одну Новоміську сільську раду. В 1961 р. господарство с. Краснянка було знову виділене в окремий колгосп, а також виділено окремо Краснянківську сільраду.1 липня 1974 р. до села було приєднано с. Розсоше. В 1978 р. контора колгоспу і сільська рада перейшли в нове приміщення в с. Красне. В 1990 р. введено в експлуатацію дорогу з твердим покриттям до с Іскрівка. В 2002 р. розпочалася газифікація села.
12 червня 2020 року, відповідно до Розпорядження Кабінету Міністрів України від  № 707-р «Про визначення адміністративних центрів та затвердження територій територіальних громад Вінницької області», увійшло до складу Тиврівської селищної територіальної громади.
19 липня 2020 року, в результаті адміністративно-територіальної реформи та ліквідації Тиврівського району, село увійшло до складу Вінницького району.

### Освіта
1897 р. в Розсоші відкривається школа грамоти для дівчаток, а в наступному — церковно-парафіяльна школа, яку в 1920 р. було реорганізовано в 4-річну трудову школу. Близько 1930 р. відкривається Новоміська 4-річна трудова школа. В середині 50-х років Новоміська і Розсошанська початкові школи об'єднуються в одну Новоміську початкову школу, яка була закрита в 1971 р.

## Підприємства та заклади культури
Сільська бібліотека. Ліквідована в 2022 році.
Цех лозоплетіння.

## Релігійні громади
Церква Успіння Пресвятої Богородиці.

## Відомі земляки— уродженці Нового Міста
- Домбровський Борис Францович (1937—2014), майстер спорту, абсолютний чемпіон України з планерного спорту, член збірної Радянського Союзу.
- Зоренко Володимир Іларіонович(1934-2016) - учитель,ветеран праці,учасник боротьби за державність України в лавах Народного Руху України в 1989-1991 роках.
- Притула Олександр Дорофійович (1906—1997), генерал-майор Радянської армії (1945).
- Пономар Микола Артемович(1900 -1979) - учасник боротьби за державність України доби Української Народної Республіки. Народився у багатодітній хліборобській родині в с. Розсоше. Після поразки національно-визвольних змагань у 1920 році змушений був проживати в польському місті Гайнувка. Після окупації цього міста радянськими військами у 1939 році  переїздив з родиною у різні місцевості Радянського Союзу і брав участь у Другій світовій війні на боці червоної армії,був поранений,зазнав німецького полону, отримав радянські бойові нагороди.Потім проживав в с.Пеньківка(станція Ярошенка) нині Мурафської громади Жмеринського району,працював будівельником.Був репресований і ув'язнений на тривалий час в радянських концтаборах на Уралі.
- Чорнодід Андрій Юхимович (1938), український архітектор, лауреат Шевченківської премії.
- Щербина Володимир Васильович (1929 - 2022), Герой Соціалістичної Праці, кавалер трьох орденів Леніна. Працював головою колгоспу "Прогрес" с.Гаї Бродівського району Львівської області.Вирощував високі врожаї цукрових буряків, розвивав інфраструктуру села та переробне виробництво(ковбасний цех).

## Пам'ятні місця
Пам'ятний знак на місці жорстокого бою частин Радянської Армії з нацистами в 1941 році. Споруджений в 1984 році.

## Фотогалерея

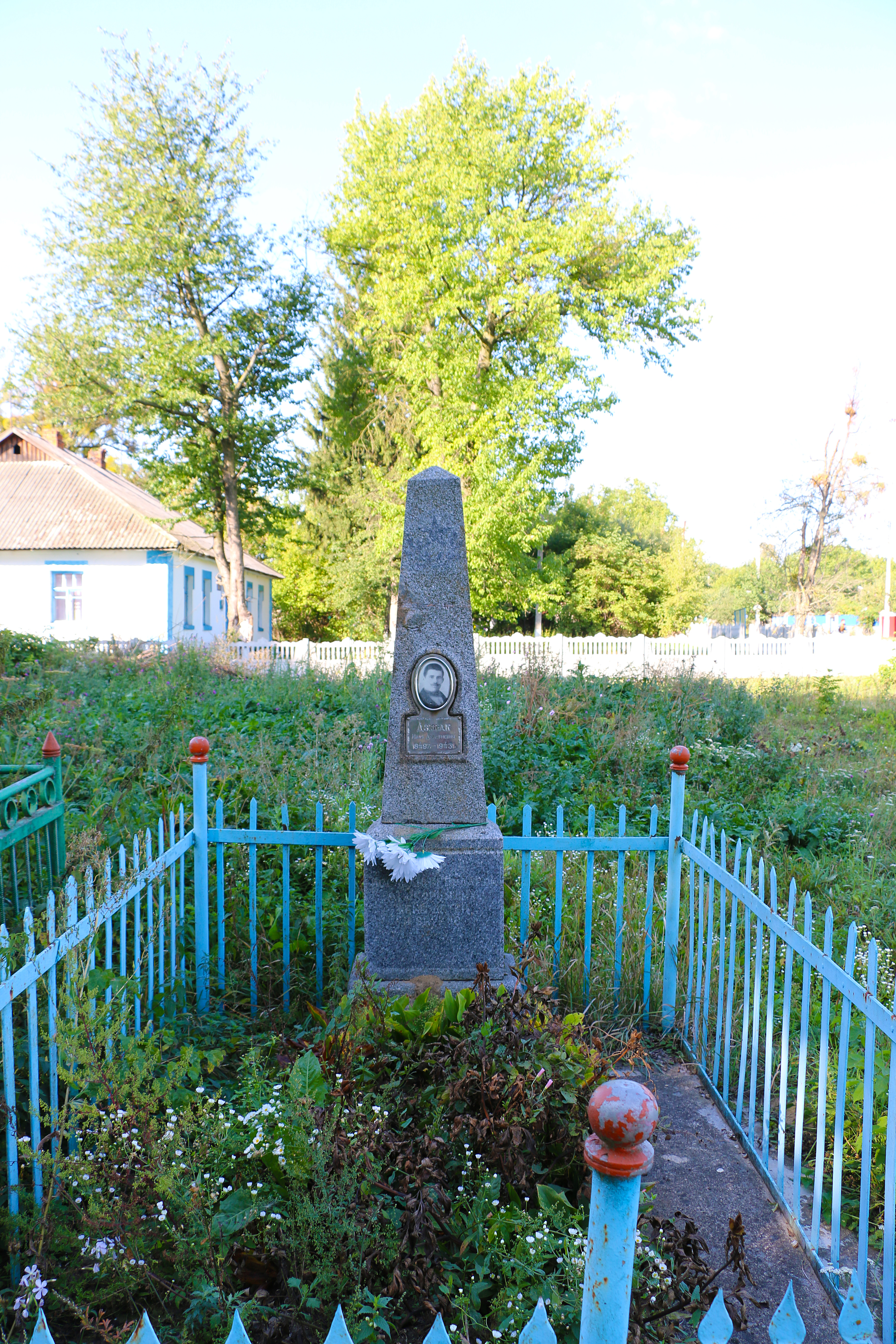
Могила голови колгоспу Дзюбака І.Д.
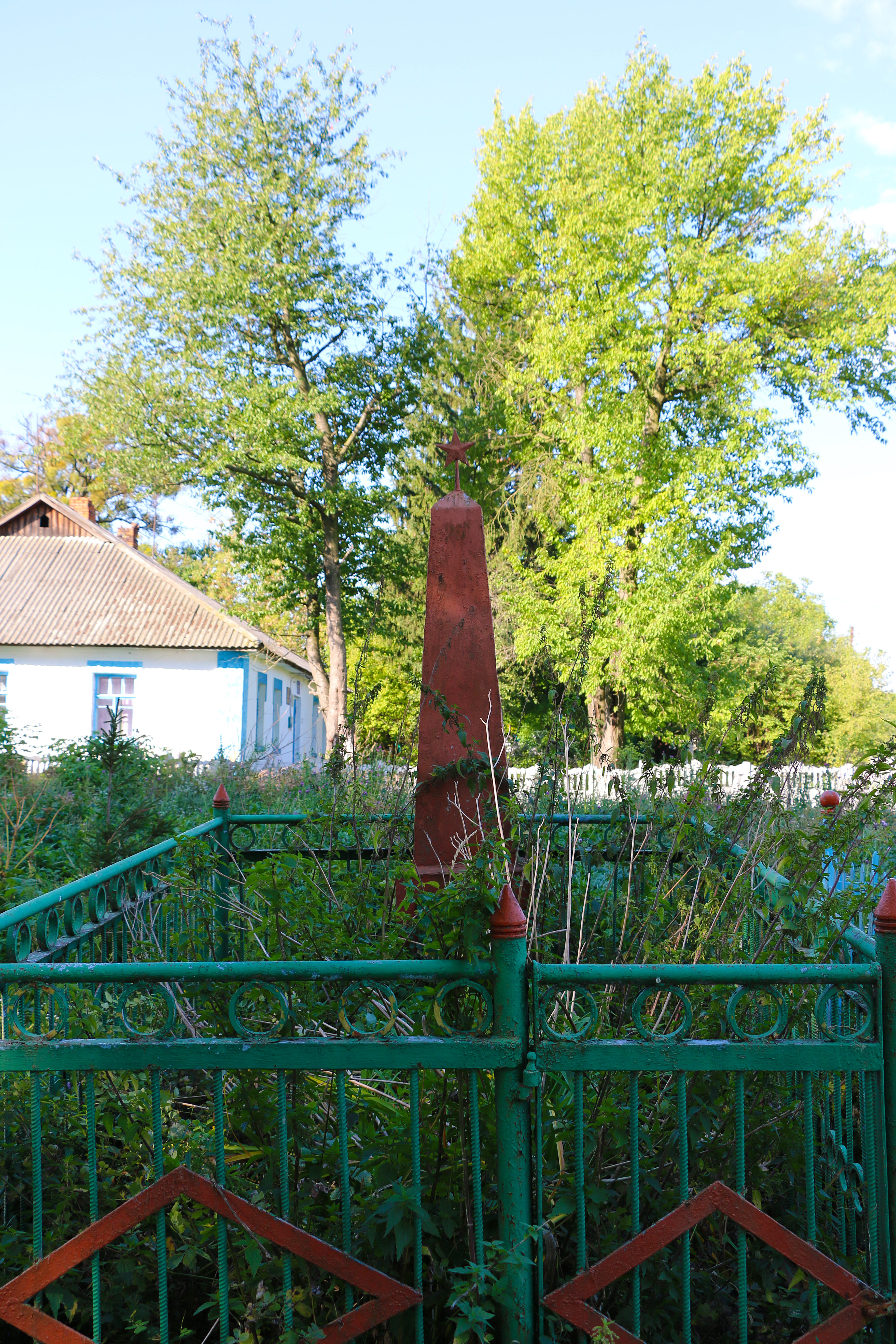
Могила невідомого учасника громадянської війни